# Eberth Álvarez Salinas
Eberth Álvares Salinas (Pomabamba, 23 de diciembre de 1942 - Lima, 2023) fue docente de música y compositor peruano dedicado a la música andina, especializado en el huayno ancashino o 'chuscada' tradicional. Tuvo como intérpretes de sus composiciones a Pastorita Huaracina, Estrellita de Pomabamba, Amanda Portales y Chinita Cordillerana.

## Biografía
Nació en la ciudad de Pomabamba, departamento de Ancash. Se inició como trompetista, pero se vio obligado a cambiar de instrumento debido a una dolencia. 
Formado profesionalmente como compositor y arreglista, acompañó a los mejores exponentes del folclor andino con el conjunto Tradiciones del Perú, el marco musical que él mismo fundó y dirigió por décadas. Así mismo, fue director de elencos musicales como Sol del Perú, el histórico Conjunto Ancashino Atusparia de Huaraz, Melodías del Perú, Conjunto Magisterial, Selección Ancashina, entre otros. En 2022 se alejaba de los escenarios por motivos de salud.

## Reconocimientos
El Ministerio de Cultura, mediante Resolución Ministerial N.º 000371-2023-MC, otorgó la distinción de ‘Personalidad Meritoria de la Cultura’ al señor Eberth Álvarez Salinas, como reconocimiento póstumo por su aporte al desarrollo cultural del país, mediante la difusión de la música andina. La resolución firmada por la ministra Leslie Urteaga Peña, reconoce, además, su trayectoria como destacado autor, compositor, violinista y promotor del folclore andino y de la música tradicional ancashina, siendo fundador y director del conjunto musical “Tradiciones del Perú”; así como también a su reconocida trayectoria en el campo de la creación poética.

## Composición musical

### Discografía
- Versos y melodías (2017). Recopilación de Élver Villalba Pinedo.

### Sencillos
Entre sus composiciones destacan
- Adiós tierra mía
- Bella Pomabamba
- Delicada Huayta
- Ironías del Perú
- Resígnate corazón
- Tu falsedad
- Pomabambina
- Con lágrimas de dolor
- Resígnate corazón.